# Anthocharis eupheno
Anthocharis eupheno is een vlinder uit de familie van de witjes (Pieridae). De wetenschappelijke naam werd gepubliceerd in 1767 door Carl Linnaeus.